# Нонод

Приклад включення нонода

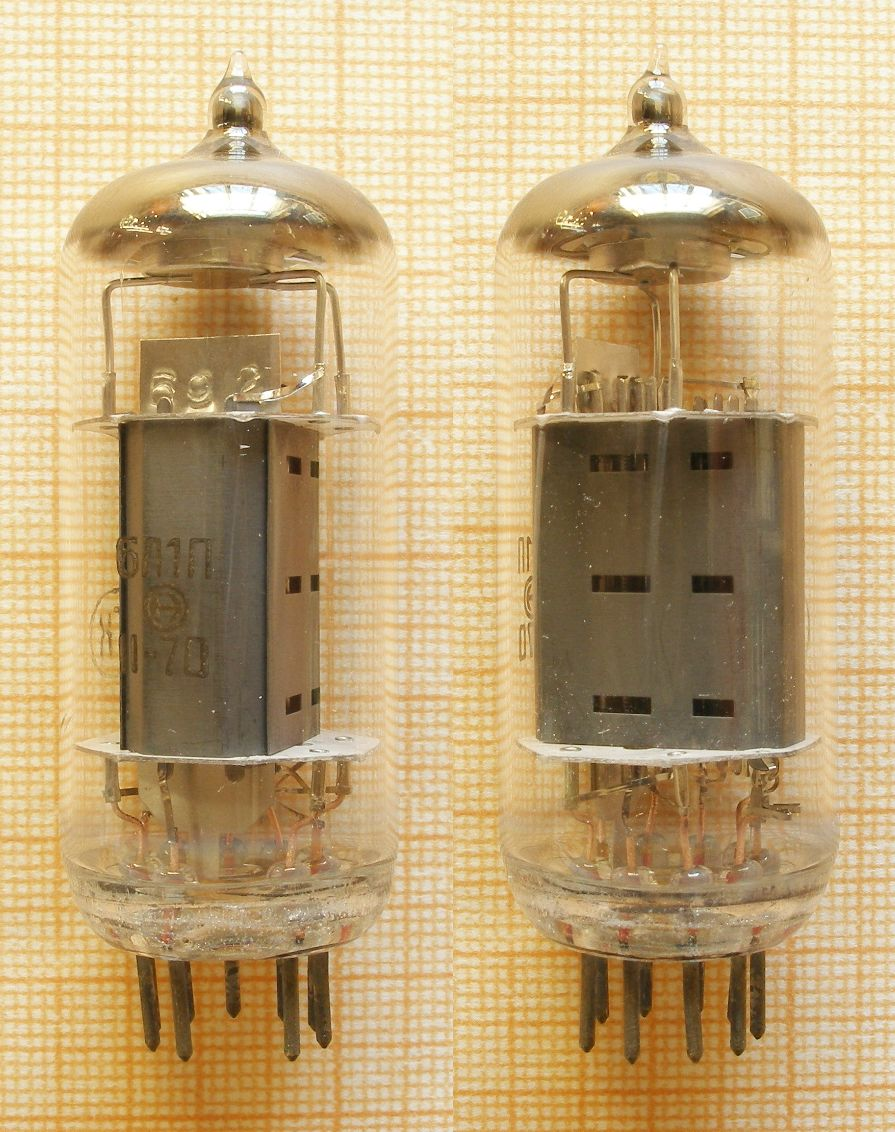
6Л1П

Нонод (эннеод, гептагрид) — електронна лампа з дев'ятьма електродами — анодом, катодом, і сімома сітками.
Подібні лампи створювалися для використання в деяких пристроях з метою зменшити кількість електровакуумних ламп у пристрої.
Так, один з нонодів, що випускалися в СРСР — 6Л1П мав специфічну розривно-гістерезисну анодну вольт-амперну характеристику і призначався для роботи в якості нелінійного елемента в швидкодіючих амплітудних дискриминаторах, двійкових запам'ятовуючих пристроях обчислювальних і ключових схемах, обмежувачах.
Для традиційних цілей — радіоприймання, радіопередачі, підсилення сигналів в лампах з такою кількістю сіток немає ніякої необхідності.

## Електроди нонода 6Л1П
- катод;
- перша сітка;
- перший прискорювач;
- друга сітка;
- другий прискорювач;
- третя сітка;
- екран;
- фокусуючий електрод;
- анод.

## Інші приклади
Ще більш специфічною є вітчизняна дев'ятиэлектродна «сіточно-променева» лампа типу 6Л2Г, розроблена для спеціальних електронних схем.
Формально нонодом можна вважати «нормальну» приймально-підсилювальної лампу EQ-80 (та її 12-вольтовий аналог UQ-80), з потрійним управлінням, яка має три керуючі сітки, розділені трьома екрануючими сітками, з'єднаними разом, і одну загальну антидинатронну сітку (Німеччина, Siemens, 1950 р.).